# Фернандес Пачеко, Хуан Мануэль
Хуан Мануэль Фернандес Пачеко-и-Суньига, по рождению Хуан Мануэль Мария де ла Аврора Фернандес Пачеко Акунья Хирон-и-Портокарреро (исп. Juan Manuel Fernández Pacheco y Zúñiga; 7 сентября 1650, Марсилья, Наварра— 29 июня 1725, Мадрид) — испанский аристократ и государственный деятель, гранд Испании, 8-й герцог Эскалона, 8-й маркиз де Вильена, 8-й граф Хикена, 12-й граф де Сан-Эстебан-де-Гормас, 10-й маркиз Мойя. Он был вице-королем и генерал-капитаном королевств Наварра, Арагон, Сицилия и Неаполь. Кавалер ордена Золотого руна, он продвигал, основал и руководил Королевской испанской академией (1713).

## Биография

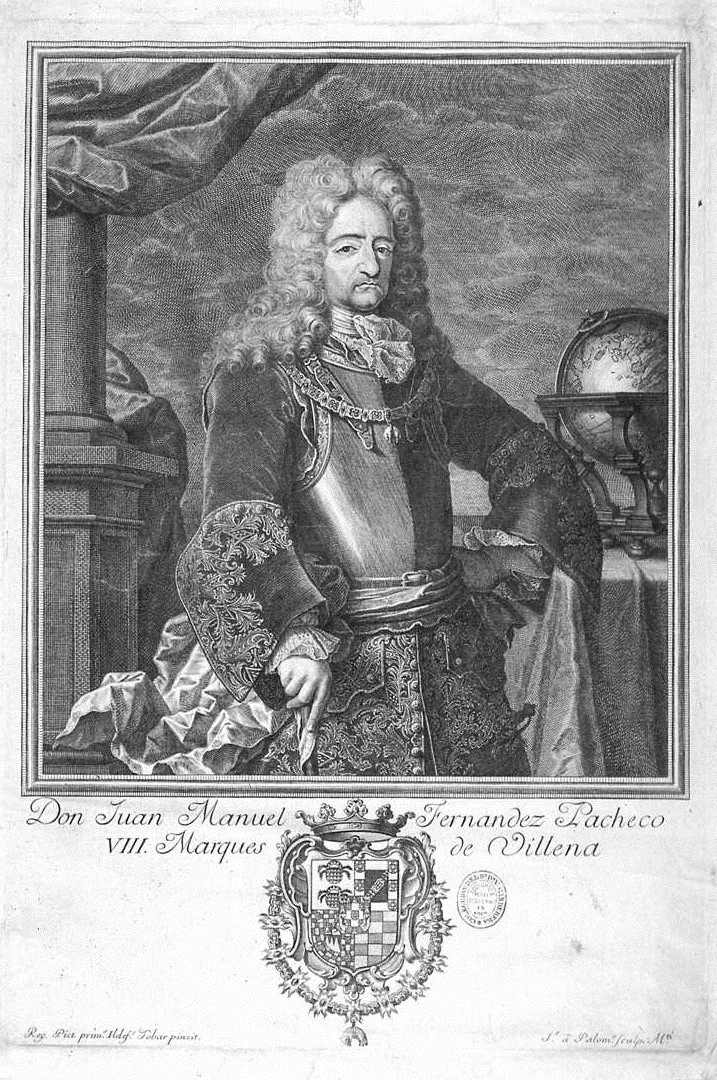
Старинная гравюра с изображением 8-го герцога Эскалона и маркиза де Вильена

Родился 7 сентября 1650 года в Марсилье (Наварра), когда его отец, Диего Лопес Пачеко-и-Португал, 7-й герцог Эскалона (1599—1653), направлялся в Памплону, чтобы вступить в должность вице-короля Наварры, и на следующий день крестился там. Его матерью была Хуана де Суньига-и-Сотомайор (1618—1652), дочь Франсиско Лопеса де Суньига-и-Мендоса, 7-го герцога Бехар (1596—1636), и Аны де Мендосы, герцогини Мандас и Вильянуэва (ок. 1595—1629). Он потерял мать, когда ему было всего два года, а отца год спустя. Его дядя Хуан Франсиско Пачеко, епископ Куэнки, принял его как сироту и воспитывал, пока ему не исполнилось четырнадцать лет. В эти годы у него были очень хорошие учителя, пробудившие в нем желание познавать, стремление к учебе и удовольствие от приобретения книг, особенно гуманист из Ла-Манчи Гонсало Наварро Кастельянос, ученик Бартоломе Хименес Патон, раннее учивший Хуана Хосе де Австрийского. Он продолжал развивать свое образование таким образом, что уже в возрасте двадцати шести лет все приветствовали его как одного из самых образованных людей в Испании. 
Маркиз де Вильена принимал участие в Великой турецкой войне при Леопольде I в Венгрии, откуда вернулся с ранением. Карл II наградил его Орденом Золотого руна в 1687 году за его заслуги. В 1689 году он был назначен послом в Риме, а в 1691 году — вице-королем Наварры. В следующем году он стал вице-королем Арагона, в 1693 году Каталонии. Занимая эту последнюю должность, он проиграл сражение при Торроэлье против французов (27 мая 1694 г.). После смерти Карла II в 1700 году он оказал Испании за границей важные услуги: в 1701 году он стал вице-королем Сицилии и Неаполя, где оставался в течение шести лет. Туда он попал в плен к австрийцам во время Войны за испанское наследство 1707 года. Обращение, должно быть, было жестоким, потому что он вернулся с больными ногами и был вынужден всю оставшуюся жизнь ходить на костылях. После битвы при Бриуэге его обменяли в 1711 году. 
После участия в нескольких войнах он оказался на пенсии в Кастилии, посвятив себя учебе и воспитанию своих детей. В 1713 году король Испании Филипп V назначил его своим главным майордомом, а также дома его сына Луиса I во время его недолгого правления. Оба монарха предоставили ему полную свободу посвятить себя образованию и освободили от всех повинностей.

## Основание Real Academia Española
Маркиз де Вильена считался одним из самых образованных испанцев своего времени, на которого сильно повлиял французский образ жизни. У него была большая библиотека, в которую входила библиотека его дяди, епископа Куэнки. В его доме собрался круг друзей, в который входили королевские библиотекари, экзаменаторы инквизиции, профессор иврита из Саламанкского университета и грамматик. Здесь возникла идея издать словарь испанского языка на основе итальянского и французского образцов. С этой целью 3 августа 1713 года решили основать академию. На самом деле планы маркиза де Вильена выходили далеко за рамки этого: на самом деле он намеревался создать «Всеобщую академию наук и искусств» (Academia general de Ciencias y Artes).
На том же собрании директором был избран маркиз Вильена. 3 октября 1714 года король предоставил им свою защиту, так что с тех пор учреждение могло называть себя Real Academia Española («Королевская испанская академия»). В 1715 году были опубликованы статуты, печать с изображением горящего тигля и установлен девиз Limpia, fija y da esplendor («очищает, исправляет и придает блеск»). В сентябре все 24 места — за исключением одного члена, который тем временем умер — были заполнены, и академия была готова к работе.
Хотя ученые быстро продвигались вперед, маркиз Вильена не дожил до публикации Diccionario de la lengua castellana («кастильский» в данном контексте означает «испанский»). Первый том появился в 1726 году, через год после его смерти; произведение более известно под названием Diccionario de Autoridades. В результате появилась краткая версия Diccionario de la lengua española, которая с тех пор является исчерпывающим словарем испанского языка. Руководство Королевской академией оставалось за семьей до 1751 года, когда умер племянник основателя Хуан Лопес Пачеко.

## Брак и потомство
29 сентября 1674 года он женился на Марии Хосефе де Бенавидес Сильва-и-Манрике де Лара (1662 — 12 марта 1692), дочери Диего IV де Бенавидес-и-де-ла-Куэва (1607—1666), 8-го графа Сантистебан-дель-Пуэрто и 1-го маркиза Солера, и Анны де Сильвы Манрике да ла Серды. Их детьми были:
- Меркурио Антонио Лопес Пачеко, 9-й герцог Эскалона, 12-й маркиз Агилар де Кампо, 9-й маркиз Вильена, 7-й маркиз Элиседа, 9-й граф Хикена, 16-й граф Кастаньеда и 13-й граф де Сан-Эстебан де Гормас (9 мая 1679 — 7 июня 1738).
- Марсиано Фернандес Лопес Пачеко де Кабрера, 12-й маркиз Мойя (25 октября 1688 — 2 сентября 1743).

Его старший сын Меркурио Антонио Лопес Пачеко и два его внука, Хуан Пабло и Андрес Лопес Пачеко, были бессменными директорами Королевской академии испанского языка (RAE) период с 1726 по 1751 год, при этом первые 40 лет RAE руководил один и тот же дворянский дом Вильена.